# مدیریت دارایی مرکوری
مدیریت دارایی مرکوری (انگلیسی: Mercury Asset Management) شرکت سرمایه‌گذاری بریتانیایی است، که در سال ۱۹۶۹ تأسیس شد.